# Баштанский район
Башта́нский райо́н (укр. Баштанський район) — административная единица на востоке Николаевской области Украины. Административный центр — город Баштанка.

## География
Площадь — 6706,4 км² (в старых границах до 2020 года — 1706 км²).
Основные реки — Ингул, Громоклея.

## Население
Численность населения района в укрупнённых границах — 140,5 тыс. человек.
Численность населения района в границах до 17 июля 2020 года по состоянию на 1 января 2020 года — 36 507 человек, из них городского населения — 12 449 человек (город Баштанка), сельского — 24 058 человек.

## Административное устройство
Район в укрупнённых границах с 17 июля 2020 года делится на 12 территориальных общин (громад), в том числе 3 городские, 2 поселковые и 7 сельских общин (в скобках — их административные центры):
- Городские:
  - Баштанская городская община (город Баштанка),
  - Новобугская городская община (город Новый Буг),
  - Снегирёвская городская община (город Снигирёвка);
- Поселковые:
  - Березнеговатская поселковая община (пгт Березнеговатое),
  - Казанковская поселковая община (пгт Казанка);
- Сельские:
  - Вольнозапорожская сельская община (село Вольное Запорожье),
  - Владимировская сельская община[укр.] (село Владимировка),
  - Гороховская сельская община (село Гороховское),
  - Ингульская сельская община (село Ингулка),
  - Привольненская сельская община (село Привольное),
  - Софиевская сельская община (село Софиевка),
  - Широковская сельская община (посёлок Широкое).

Количество местных советов в старых границах до 17 июля 2020 года:
- городских — 1
- сельских — 19.

### Населённые пункты
Количество населённых пунктов (в старых границах до 17 июля 2020 года):
- городов районного значения — 1
- сёл — 56
- посёлков — 3

Полный список населённых пунктов района находится внизу страницы
Ликвидированные населённые пункты (в старых границах района):
- с. Баштанское (укр. Баштанське) присоединено к п. Лоцкино в 1970-х годах
- с. Братское (укр. Братське), ликв. в 1980-х годах
- с. Григоро-Марьевка (укр. Григоро-Мар'ївка), ликв. в 1970-х годах
- с. Малая Любарка (укр. Мала Любарка), ликв. в 1970-х годах
- с. Новобратское (укр. Новобратське), ликв. в 1980-х годах
- с. Новогорожено (укр. Новогорожене) Привольненского сельского совета присоединено к с. Старогорожено в 1980-х годах
- с. Работник (укр. Робітник), ликв. в 1970-х годах
- с. Червоная Фёдоровка (укр. Червона Федорівка) присоединено к с. Марьяновка в 1980-х годах
- с. Червоный Плугатарь (укр. Червоний Плугатар), ликв. в 1970-х годах

## История
Район образован в УССР в 1926 году. 21 января 1959 года к Баштанскому району была присоединена часть территории упразднённого Привольнянского района.
17 июля 2020 года в результате административно-территориальной реформы район был укрупнён, в его состав вошли территории:
- Баштанского района,
- Березнеговатского района,
- Казанковского района,
- Новобугского района,
- Снигирёвского района.

В 2022 году южная часть района была оккупирована РФ. Баштанку российские войска захватить не смогли.